# Persone di nome Jacques
| Questa pagina contiene informazioni ricavate automaticamente dalle voci biografiche con l'ausilio del template Bio e di un bot. L'aggiornamento è periodico e automatico e ricostruisce completamente la pagina. Se manca una persona in questa lista, sei pregato di non aggiungerla, ma accertati piuttosto che la sua voce biografica contenga il template Bio e che i dati anagrafici siano correttamente compilati. Se il template Bio manca, inseriscilo tu stesso o, in alternativa, metti l'avviso {{tmp\|Bio}} che ne segnala la mancanza. Se i dati riportati sono sbagliati, correggi direttamente la voce biografica; le modifiche saranno visibili in questa lista entro pochi giorni. Per chiarimenti vedi il progetto antroponimi. La lista contiene solo le 591 persone che sono citate nell'enciclopedia e per le quali è stato implementato correttamente il template Bio. Pagina aggiornata al 6 ago 2025. |

Questa è una lista di persone presenti nell'enciclopedia che hanno il nome Jacques, suddivise per attività principale.

## Agenti segreti(1)
- Jacques Abtey, agente segreto francese (Pfastatt, n. 1908 - Sarlat-la-Canéda, † 1998)

## Allenatori di calcio(4)
- Jacky Bonnevay, allenatore di calcio e ex calciatore francese (Le Coteau, n. 1961)
- Jacky Munaron, allenatore di calcio e ex calciatore belga (Namur, n. 1956)
- Jacques Novi, allenatore di calcio e ex calciatore francese (Bellegarde, n. 1946)
- Jacques Yameogo, allenatore di calcio burkinabé (Bobo-Dioulasso, n. 1943 - Bobo-Dioulasso, † 2010)

## Allenatori di hockey su ghiaccio(1)
- Jacques Lemaire, allenatore di hockey su ghiaccio e ex hockeista su ghiaccio canadese (LaSalle, n. 1945)

## Allenatori di pallacanestro(1)
- Jacques Commères, allenatore di pallacanestro francese (Auch, n. 1959)

## Allenatori di sci alpino(1)
- Jacques Théolier, allenatore di sci alpino francese

## Alpinisti(2)
- Jacques Balmat, alpinista italiano (Chamonix, n. 1762 - Sixt-Fer-à-Cheval, † 1834)
- Jacques Poincenot, alpinista francese (n. 1925 - El Chaltén, † 1951)

## Altisti(3)
- Jacques Aletti, ex altista francese (Tlemcen, n. 1955)
- Jacques Freitag, altista sudafricano (Warrenton, n. 1982 - Pretoria, † 2024)
- Jacques Madubost, altista francese (Dangeau, n. 1944 - Riantec, † 2018)

## Ambasciatori(1)
- Jacques Savary de Lancosme, ambasciatore francese (Poitou, n. 1560 - † 1627)

## Ammiragli(1)
- Jacques Félix Emmanuel Bouxin, ammiraglio francese (La Tour-en-Jarez, n. 1888 - Parigi, † 1977)

## Animatori(1)
- Jacques Rouxel, animatore francese (Cherbourg, n. 1931 - Parigi, † 2004)

## Apneisti(1)
- Jacques Mayol, apneista francese (Shanghai, n. 1927 - Capoliveri, † 2001)

## Aracnologi(1)
- Jacques Millot, aracnologo francese (Beauvais, n. 1897 - Parigi, † 1980)

## Archeologi(2)
- Jacques Gabriel Bulliot, archeologo francese (Autun, n. 1817 - Autun, † 1902)
- Jacques Joseph Champollion-Figeac, archeologo e storico francese (Figeac, n. 1778 - Fontainebleau, † 1867)

## Architetti(12)
- Jacques Androuet du Cerceau, architetto e scrittore francese (Parigi, n. 1515 - Annecy, † 1585)
- Jacques-François Blondel, architetto e urbanista francese (Rouen, n. 1705 - Parigi, † 1774)
- Jacques Carlu, architetto francese (Bonnières-sur-Seine, n. 1890 - Parigi, † 1976)
- Jacques Corbineau, architetto francese
- Jacques Couelle, architetto e scenografo francese (Marsiglia, n. 1902 - Parigi, † 1996)
- Félix Duban, architetto francese (Parigi, n. 1798 - Bordeaux, † 1870)
- Jacques Dunant, architetto svizzero (Ginevra, n. 1858 - Nizza, † 1939)
- Jacques Gabriel, architetto francese (Parigi, n. 1667 - Parigi, † 1742)
- Jacques Gabriel IV, architetto francese (n. 1630 - Parigi, † 1686)
- Jacques Gondouin, architetto francese (Saint-Ouen, n. 1737 - Parigi, † 1818)
- Jacques Lemercier, architetto francese (Pontoise, n. 1585 - Parigi, † 1654)
- Jacques Marquet, architetto francese (Parigi, n. 1710 - Madrid, † 1782)

## Archivisti(1)
- Jacques Ledoux, archivista belga (Varsavia, n. 1921 - Bruxelles, † 1988)

## Arcivescovi cattolici(2)
- Jacques Assanvo Ahiwa, arcivescovo cattolico ivoriano (Kuindjabo, n. 1969)
- Jacques-Bonne Gigault de Bellefonds, arcivescovo cattolico francese (Beaumont-la-Ronce, n. 1698 - Parigi, † 1746)

## Artigiani(1)
- Jacques Canivet, artigiano francese († 1774)

## Artisti(5)
- Jacques Borker, artista e designer francese (Parigi, n. 1922)
- Jacques Grüber, artista francese (Sundhouse, n. 1870 - Parigi, † 1936)
- Jacques Halbert, artista francese (Bourgueil, n. 1955)
- Jacques Toussaint, artista e designer francese (Parigi, n. 1947)
- Jacques Villeglé, artista francese (Quimper, n. 1926 - Parigi, † 2022)

## Astronomi(2)
- Jacques Cassini, astronomo francese (Parigi, n. 1677 - Thury-sous-Clermont, † 1756)
- Jacques Eugène d'Allonville de Louville, astronomo e matematico francese (Louville-la-Chenard, n. 1671 - Saint-Jean-de-Braye, † 1732)

## Attori(30)
- Jacques Aubuchon, attore statunitense (Fitchburg, n. 1924 - Woodland Hills, † 1991)
- Jacques Balutin, attore e doppiatore francese (Parigi, n. 1936)
- Jacques Bergerac, attore francese (Biarritz, n. 1927 - Anglet, † 2014)
- Jacques Berthier, attore e doppiatore francese (Parigi, n. 1916 - Neuilly-sur-Seine, † 2008)
- René Bouloc, attore francese (Saint-Pol-de-Léon, n. 1944 - Plougonven, † 2013)
- Jacques Breuer, attore e doppiatore tedesco (Monaco di Baviera, n. 1956 - Monaco di Baviera, † 2024)
- Jacques Castelot, attore francese (Anversa, n. 1914 - Parigi, † 1989)
- Jacques Charrier, attore francese (Metz, n. 1936)
- Jacques Copeau, attore, regista teatrale e drammaturgo francese (Parigi, n. 1879 - Beaune, † 1949)
- Jacques Dacqmine, attore e doppiatore francese (La Madeleine, n. 1924 - Caen, † 2010)
- Jacques Doniol-Valcroze, attore, regista e sceneggiatore francese (Parigi, n. 1920 - Cannes, † 1989)
- Jacques Dufilho, attore francese (Bègles, n. 1914 - Ponsampère, † 2005)
- Jacques Dumesnil, attore francese (Parigi, n. 1903 - Bron, † 1998)
- Jacques Fabbri, attore e regista francese (Parigi, n. 1925 - Tourgéville, † 1997)
- Jacques Frantz, attore e doppiatore francese (Digione, n. 1947 - Parigi, † 2021)
- Jacques Herlin, attore francese (Le Vésinet, n. 1927 - Parigi, † 2014)
- Jacques Hilling, attore francese (Randwick, n. 1922 - Parigi, † 1975)
- Jacques Dynam, attore e doppiatore francese (Montrouge, n. 1923 - Parigi, † 2004)
- Jacques Marin, attore francese (Parigi, n. 1919 - Cannes, † 2001)
- Jacques Morel, attore cinematografico francese (Parigi, n. 1922 - Parigi, † 2008)
- Jacques Normand, attore francese
- Jacques Baumer, attore francese (Parigi, n. 1885 - Montchauvet, † 1951)
- Michel Piccoli, attore, regista e sceneggiatore francese (Parigi, n. 1925 - Saint-Philbert-sur-Risle, † 2020)
- Jacques Santi, attore francese (Parigi, n. 1939 - Parigi, † 1988)
- Jacques Seiler, attore francese (Parigi, n. 1928 - Parigi, † 2004)
- Jacques Sernas, attore lituano (Kaunas, n. 1925 - Roma, † 2015)
- Jacques Stany, attore e doppiatore bielorusso (Minsk, n. 1930 - Roma, † 2016)
- Jacques Toja, attore francese (Nizza, n. 1929 - Neuilly-sur-Seine, † 1996)
- Jacques Villeret, attore francese (Loches, n. 1951 - Évreux, † 2005)
- Jacques Weber, attore francese (Parigi, n. 1949)

## Attori teatrali(2)
- Jacques Marie Boutet, attore teatrale e drammaturgo francese (Lunéville, n. 1745 - Parigi, † 1812)
- Jacques Lecoq, attore teatrale, mimo e pedagogo francese (Parigi, n. 1921 - Boulogne-Billancourt, † 1999)

## Avvocati(2)
- Jacques Le Brigant, avvocato francese (Pontrieux, n. 1720 - † 1804)
- Jacques Vergès, avvocato e attivista francese (Ubon Ratchathani, n. 1925 - Parigi, † 2013)

## Bibliografi(2)
- Jacques Charles Brunet, bibliografo francese (Parigi, n. 1780 - † 1867)
- Jacques Paul Migne, bibliografo, presbitero e editore francese (Saint-Flour, n. 1800 - Parigi, † 1875)

## Biblisti(2)
- Jacques Dupont, biblista e presbitero belga (Liegi, n. 1915 - Ottignies, † 1998)
- Jacques Schlosser, biblista e presbitero francese (Lembach, n. 1939 - Strasburgo, † 2024)

## Biochimici(1)
- Jacques Dubochet, biochimico svizzero (Aigle, n. 1942)

## Biologi(2)
- Jacques Loeb, biologo tedesco (Mayen, n. 1859 - Hamilton, † 1924)
- Jacques Monod, biologo e filosofo francese (Parigi, n. 1910 - Cannes, † 1976)

## Bobbisti(2)
- Jacques Bridou, bobbista francese (Marsiglia, n. 1911 - † 1953)
- Jacques Mouvet, bobbista belga (Ixelles, n. 1912)

## Botanici(3)
- Jacques Etienne Gay, botanico francese (Nyon, n. 1786 - Parigi, † 1864)
- Jacques Huber, botanico svizzero (Schleitheim, n. 1867 - Belém, † 1914)
- Jacques Désiré Leandri, botanico e micologo francese (n. 1903 - † 1982)

## Calciatori(43)
- Sjaak Alberts, calciatore olandese (Arnhem, n. 1926 - L'Aia, † 1997)
- Jacques Barlie, ex calciatore e allenatore di calcio svizzero (Ginevra, n. 1941)
- Jacques Beurlet, calciatore belga (Marche-en-Famenne, n. 1944 - Marche-en-Famenne, † 2020)
- Jacques Bürgin, calciatore svizzero (n. 1884 - † 1917)
- Jacques Canthelou, calciatore francese (Elbeuf, n. 1904 - Parigi, † 1973)
- Jacques Dahoté, ex calciatore francese (n. 1974)
- Jacques Davy, calciatore francese (Parigi, n. 1883 - Parigi, † 1944)
- Jacques Deckousshoud, ex calciatore gabonese (n. 1964)
- Jacques Delachet, calciatore francese (Marsiglia, n. 1921 - Carry-le-Rouet, † 1994)
- Jacques Delannoy, calciatore francese (Douai, n. 1912 - † 1958)
- Jacques Dhur, calciatore francese (Parigi, n. 1902 - Challans, † 1983)
- Jacques Duquesne, calciatore belga (Marcinelle, n. 1940 - Marcinelle, † 2023)
- Jacques Ekomié, calciatore gabonese (Libreville, n. 2003)
- Jacques Faivre, calciatore francese (Bourg-en-Bresse, n. 1932 - Viriat, † 2020)
- Jacques Fatton, calciatore svizzero (Exincourt, n. 1925 - Ginevra, † 2011)
- Jacques Faty, ex calciatore francese (Villeneuve-Saint-Georges, n. 1984)
- Jacques Foix, calciatore francese (Mont-de-Marsan, n. 1930 - Mont-de-Marsan, † 2017)
- Jacques Glassmann, ex calciatore francese (Mulhouse, n. 1962)
- Jacques Grimonpon, calciatore francese (Tourcoing, n. 1925 - Lège-Cap Ferret, † 2013)
- Jacques Haeko, calciatore francese (n. 1984)
- Jacques Haman, calciatore camerunese (Garoua, n. 1994)
- Jacques Maghoma, ex calciatore congolese (Repubblica Democratica del Congo) (Lubumbashi, n. 1987)
- Jacques Mairesse, calciatore francese (Parigi, n. 1905 - Véron, † 1940)
- Hubert Menten, calciatore e bobbista olandese (Mentok, n. 1873 - Zurigo, † 1964)
- Jacques Moeschal, calciatore belga (Uccle, n. 1900 - † 1956)
- Jacques Momha, ex calciatore camerunese (Édéa, n. 1982)
- Jacques Mafil Nawan, calciatore vanuatuano (n. 1983)
- Jacques N'Guea, calciatore camerunese (Loum, n. 1955 - Yaoundé, † 2022)
- Jacques Pereira, calciatore portoghese (Casablanca, n. 1955 - Vila Real de Santo António, † 2020)
- Jacques Santini, ex calciatore e allenatore di calcio francese (Delle, n. 1952)
- Jacques Simon, calciatore francese (Omonville-la-Rogue, n. 1941 - Valognes, † 2017)
- Jacques Songo'o, ex calciatore camerunese (Sackbayémé, n. 1964)
- Jacques Spagnoli, calciatore svizzero (n. 1914 - † 2002)
- Jacques Stamm, ex calciatore francese (Fumay, n. 1939)
- Jacques Stockman, calciatore belga (Ronse, n. 1938 - Waregem, † 2013)
- Sjaak Storm, ex calciatore e allenatore di calcio olandese (n. 1961)
- Jacques Teugels, calciatore belga (Ixelles, n. 1946 - Schepdael, † 2024)
- Jacques Tuyisenge, calciatore ruandese (Gisenyi, n. 1991)
- Jacques Vergnes, calciatore francese (Magalas, n. 1948 - † 2025)
- Jacques Wanemut, calciatore vanuatuano (n. 1992)
- Jacques Wild, calciatore francese (Saida, n. 1905 - Versailles, † 1990)
- Jacques Zimako, calciatore francese (Lifou, n. 1951 - † 2021)
- Jacques Zoua, calciatore camerunese (Garoua, n. 1991)

## Cantanti(3)
- Jacques Dutronc, cantante, compositore e attore francese (Parigi, n. 1943)
- David Christie, cantante, compositore e produttore discografico francese (Tarare, n. 1948 - Capbreton, † 1997)
- Jacques Raymond, cantante belga (Temse, n. 1938)

## Cantautori(3)
- Jacques Brel, cantautore, compositore e attore belga (Schaerbeek, n. 1929 - Bobigny, † 1978)
- Jacques Higelin, cantautore, musicista e attore francese (Brou-sur-Chantereine, n. 1940 - Nogent-sur-Marne, † 2018)
- Jacques Hustin, cantautore belga (Liegi, n. 1940 - † 2009)

## Cardinali(2)
- Jacques de Menthonay, cardinale francese (Menthonnex-en-Bornes - Avignone, † 1391)
- Jacques du Perron, cardinale, arcivescovo cattolico e poeta francese (Saint-Lô, n. 1556 - Bagnolet, † 1618)

## Cartografi(3)
- Jacques Bertin, cartografo francese (Maisons-Laffitte, n. 1918 - Parigi, † 2010)
- Jacques Le Moyne de Morgues, cartografo e illustratore francese (Dieppe - Londra, † 1588)
- Jacques de Vau de Claye, cartografo francese

## Cavalieri(1)
- Jacques Cariou, cavaliere francese (Peumerit, n. 1882 - Tolone, † 1951)

## Cestisti(16)
- Pierre Albrecht, cestista svizzero (New York, n. 1926 - Bournemouth, † 1971)
- Jacques Alingue, cestista francese (Avranches, n. 1988)
- Jacques Caballé, ex cestista e allenatore di pallacanestro francese (Montpellier, n. 1938)
- Jacques Cachemire, ex cestista francese (Pointe-à-Pitre, n. 1947)
- Jacques Chalifour, cestista francese (Châteauponsac, n. 1926 - Châteauponsac, † 1987)
- Jacques Dessemme, cestista francese (Bellegarde-sur-Valserine, n. 1925 - Saint-Julien-en-Genevois, † 2019)
- Jacques Faucherre, cestista francese (Montpellier, n. 1920 - Générargues, † 1980)
- Jacques Favory, cestista francese (Parigi, n. 1926 - Bonchamp-lès-Laval, † 2018)
- Jacques Flouret, cestista, lunghista e dirigente sportivo francese (Saint-Maur, n. 1907 - Alès, † 1973)
- Jacques Freimuller, cestista francese (Trouville-sur-Mer, n. 1929 - Castelnau-le-Lez, † 2006)
- Jacques Monclar, ex cestista, allenatore di pallacanestro e dirigente sportivo francese (Neuilly-sur-Seine, n. 1957)
- Jacques Perrier, cestista francese (Bagnolet, n. 1924 - Gassin, † 2015)
- Jacques Redard, ex cestista svizzero (n. 1933)
- Jacques Stas, ex cestista, allenatore di pallacanestro e dirigente sportivo belga (Liegi, n. 1969)
- Jacques Séréfio, cestista centrafricano (n. 1947 - Bangui, † 2021)
- Dominique Wilkins, ex cestista e allenatore di pallacanestro statunitense (Parigi, n. 1960)

## Chimici(3)
- Jacques Edwin Brandenberger, chimico svizzero (Zurigo, n. 1872 - Zurigo, † 1954)
- Jacques Livage, chimico francese (Neuilly-sur-Seine, n. 1938)
- Jacques Tréfouël, chimico e farmacologo francese (Le Raincy, n. 1897 - Parigi, † 1977)

## Chirurghi(1)
- Jacques Bernard Hombron, chirurgo e naturalista francese (n. 1798 - † 1852)

## Chitarristi(2)
- Jacques Pellen, chitarrista francese (Brest, n. 1957 - Brest, † 2020)
- Jacques Stotzem, chitarrista belga (Verviers, n. 1959)

## Ciclisti su strada(16)
- Jacques Anquetil, ciclista su strada e pistard francese (Mont-Saint-Aignan, n. 1934 - Rouen, † 1987)
- François Beaugendre, ciclista su strada francese (Salbris, n. 1880 - Parigi, † 1936)
- Jacques Bossis, ex ciclista su strada e pistard francese (Jonzac, n. 1952)
- Jacques Botherel, ciclista su strada francese (La Trinité-sur-Mer, n. 1946)
- Jacques Cadiou, ex ciclista su strada francese (Dourdan, n. 1943)
- Jacques Coomans, ciclista su strada belga (Magnée, n. 1888 - Liegi, † 1980)
- Jacques Dupont, ciclista su strada e pistard francese (Lézat-sur-Lèze, n. 1928 - Saint-Jean-de-Verges, † 2019)
- Jacques Esclassan, ex ciclista su strada francese (Castres, n. 1948)
- Jacques Gestraud, ciclista su strada francese (Valenciennes, n. 1939)
- Jacques Geus, ciclista su strada belga (Laeken, n. 1920 - Saint-Josse-ten-Noode, † 1991)
- Jacques Hanegraaf, ex ciclista su strada e dirigente sportivo olandese (Rijsbergen, n. 1960)
- Jacques Marinelli, ciclista su strada francese (Le Blanc-Mesnil, n. 1925 - Melun, † 2025)
- Jacques Moujica, ciclista su strada francese (Urretxu, n. 1925 - Montelimar, † 1950)
- Jacques Mourioux, ex ciclista su strada e pistard francese (Saint-Michel-sur-Orge, n. 1948)
- Jacques Pras, ciclista su strada francese (Bréville, n. 1924 - Cognac, † 1992)
- Jacques Janse van Rensburg, ex ciclista su strada sudafricano (Springs, n. 1987)

## Clavicembalisti(1)
- Jacques Duphly, clavicembalista, organista e compositore francese (Rouen, n. 1715 - Parigi, † 1789)

## Compositori(10)
- Jacques Arcadelt, compositore fiammingo (Liegi, n. 1507 - Parigi, † 1568)
- Jacques Aubert, compositore e violinista francese (Parigi, n. 1689 - Belleville, † 1753)
- Jacques Berthier, compositore e organista francese (Auxerre, n. 1923 - Parigi, † 1994)
- Jacques Chailley, compositore e musicologo francese (Parigi, n. 1910 - Montpellier, † 1999)
- Jacques Champion de Chambonnières, compositore e clavicembalista francese (Parigi, † 1672)
- Jacques Ibert, compositore francese (Parigi, n. 1890 - Parigi, † 1962)
- Jacques Levy, compositore, regista teatrale e psicologo statunitense (New York, n. 1935 - New York, † 2004)
- Jacques Offenbach, compositore e violoncellista tedesco (Colonia, n. 1819 - Parigi, † 1880)
- Jacques Revaux, compositore e cantante francese (Azay-sur-Cher, n. 1940)
- Jacques Thomelin, compositore, clavicembalista e organista francese (Parigi - Parigi, † 1693)

## Compositori di scacchi(1)
- Jacques Savournin, compositore di scacchi francese (n. 1930)

## Conduttori radiofonici(1)
- Jacques Martin, conduttore radiofonico, conduttore televisivo e attore francese (Lione, n. 1933 - Biarritz, † 2007)

## Crickettisti(1)
- Jacques Kallis, crickettista sudafricano (Città del Capo, n. 1975)

## Criminali(3)
- Jacques Berenguer, criminale francese (Saint-Maigrin, n. 1936 - Nizza, † 1988)
- Jacques Fesch, criminale francese (Saint-Germain-en-Laye, n. 1930 - Parigi, † 1957)
- Jacques Mesrine, criminale francese (Clichy, n. 1936 - Parigi, † 1979)

## Critici letterari(1)
- Jacques Rivière, critico letterario, pubblicista e romanziere francese (Bordeaux, n. 1886 - Parigi, † 1925)

## Danzatori(2)
- Jacques d'Amboise, ballerino, coreografo e attore statunitense (Dedham, n. 1934 - New York, † 2021)
- Valentin le Désossé, ballerino francese (Parigi, n. 1843 - Sceaux, † 1907)

## Diplomatici(1)
- Jacques Davignon, diplomatico belga (Ixelles, n. 1896 - Woluwe-Saint-Pierre, † 1965)

## Direttori teatrali(1)
- Jacques Rouché, direttore teatrale francese (Lunel, n. 1862 - Parigi, † 1957)

## Dirigenti sportivi(5)
- Jacques Abardonado, dirigente sportivo, allenatore di calcio e ex calciatore francese (Marsiglia, n. 1978)
- Jacques Decrion, dirigente sportivo e ex ciclista su strada francese (Besançon, n. 1961)
- Jacques Georges, dirigente sportivo francese (Saint-Maurice-sur-Moselle, n. 1916 - Saint-Maurice-sur-Moselle, † 2004)
- Jacques Michaud, dirigente sportivo e ex ciclista su strada francese (Saint-Julien-en-Genevois, n. 1951)
- Jacques Rogge, dirigente sportivo, velista e rugbista a 15 belga (Gand, n. 1942 - Deinze, † 2021)

## Disc jockey(1)
- Jacques Fred Petrus, disc jockey e produttore discografico francese (Sainte-Anne, n. 1948 - Le Gosier, † 1987)

## Disegnatori(2)
- Jacques Martin, disegnatore e fumettista francese (Strasburgo, n. 1921 - Orbe, † 2010)
- Jacques Onfroy de Bréville, disegnatore e illustratore francese (Bar-le-Duc, n. 1858 - Neuilly-sur-Seine, † 1931)

## Drammaturghi(6)
- Jacques-François Ancelot, drammaturgo e scrittore francese (Le Havre, n. 1794 - Parigi, † 1854)
- Jacques Deval, commediografo, regista e scrittore francese (Parigi, n. 1890 - Parigi, † 1972)
- Jacques Grévin, drammaturgo francese (Clermont - Torino, † 1570)
- Jacques Pousset de Montauban, drammaturgo francese (Le Mans, n. 1610 - Parigi, † 1685)
- Jacques Natanson, drammaturgo, regista e sceneggiatore francese (Asnières-sur-Seine, n. 1901 - Le Bugue, † 1975)
- Jacques Pradon, drammaturgo e scrittore francese (Rouen, n. 1632 - Parigi, † 1698)

## Ebanisti(1)
- Jacques Caffieri, ebanista e scultore francese (Parigi, n. 1678 - Parigi, † 1755)

## Economisti(2)
- Jacques Généreux, economista e politico francese (Saint-Brieuc, n. 1956)
- Jacques Rueff, economista francese (Parigi, n. 1896 - Parigi, † 1978)

## Editori(1)
- Jacques Glénat, editore francese (Grenoble, n. 1952)

## Egittologi(1)
- Jacques Vandier, egittologo francese (Haubourdin, n. 1904 - Parigi, † 1973)

## Ematologi(1)
- Jacques Ruffié, ematologo, genetista e antropologo francese (Limoux, n. 1921 - Limoux, † 2004)

## Esploratori(2)
- Jacques Cartier, esploratore francese (Saint-Malo, n. 1491 - Saint-Malo, † 1557)
- Jacques Piccard, esploratore e ingegnere svizzero (Bruxelles, n. 1922 - Ginevra, † 2008)

## Etnografi(1)
- Jacques Dupuis, etnografo francese (Le Blanc, n. 1912 - Parigi, † 1997)

## Filologi(2)
- Jacques Brunschwig, filologo e storico francese (Parigi, n. 1929 - Antony, † 2010)
- Jacques Philippe D'Orville, filologo e storico olandese (Amsterdam, n. 1696 - Heemstede, † 1751)

## Filosofi(8)
- Jacques D'Hondt, filosofo e partigiano francese (Tours, n. 1920 - VIII arrondissement di Parigi, † 2012)
- Jacques Derrida, filosofo e saggista francese (Algeri, n. 1930 - Parigi, † 2004)
- Jacques Grinevald, filosofo francese (Strasburgo, n. 1946)
- Jacques Maritain, filosofo francese (Parigi, n. 1882 - Tolosa, † 1973)
- Jacques Martin, filosofo e traduttore francese (Parigi, n. 1922 - Parigi, † 1964)
- Jacques Merleau-Ponty, filosofo e storico della scienza francese (Rochefort-sur-Mer, n. 1916 - Cepoy, † 2002)
- Jacques Rancière, filosofo francese (Algeri, n. 1940)
- Jacques Rohault, filosofo, matematico e fisico francese (n. 1618 - † 1672)

## Fisici(1)
- Jacques Babinet, fisico francese (Lusignan, n. 1794 - Parigi, † 1872)

## Fotografi(1)
- Jacques Henri Lartigue, fotografo e pittore francese (Courbevoie, n. 1894 - Nizza, † 1986)

## Fumettisti(7)
- Jacques Kamb, fumettista e sceneggiatore francese (Parigi, n. 1933 - Parigi, † 2015)
- Jacques Lelievre, fumettista e sceneggiatore francese (Savenay, n. 1950)
- Jacques Lemonnier, fumettista francese (n. 1958)
- Jacques Lob, fumettista francese (Parigi, n. 1932 - Château-Thierry, † 1990)
- Jacques Nicolaou, fumettista, illustratore e sceneggiatore francese (Châtenay-Malabry, n. 1930 - Vaux-sur-Mer, † 2022)
- Jacques Tabary, fumettista e illustratore francese (Parigi, n. 1926 - Égly, † 2018)
- Jacques Tardi, fumettista e illustratore francese (Valence, n. 1946)

## Funzionari(2)
- Jacques Raudot, funzionario francese (n. 1638 - Parigi, † 1728)
- Jacques Savary des Brûlons, funzionario e scrittore francese (Parigi, n. 1657 - † 1716)

## Generali(15)
- Jacques Pierre Abbatucci, generale italiano (Zicavo, n. 1723 - Ajaccio, † 1813)
- Jacques Camou, generale francese (Sarrance, n. 1792 - Sarrance, † 1868)
- Jacques Cathelineau, generale francese (Le Pin-en-Mauges, n. 1759 - Saint-Florent-le-Vieil, † 1793)
- Jacques François Dugommier, generale francese (Trois-Rivières, n. 1738 - Sant Llorenç de la Muga, † 1794)
- Jacques Louis François Delaistre de Tilly, generale francese (Vernon, n. 1749 - Parigi, † 1822)
- Jacques Bernard d'Anselme, generale francese (Apt, n. 1740 - Parigi, † 1814)
- Jacques Duchesne, generale francese (Sens, n. 1837 - Saint-Hilaire-les-Andrésis, † 1918)
- Jacques Nicolas Fleuriot de La Fleuriais, generale francese (Ancenis, n. 1738 - † 1824)
- Jacques Alexandre Law de Lauriston, generale francese (Pondichéry, n. 1768 - Parigi, † 1828)
- Jacques Félix Auguste Lepic, generale francese (Andrésy, n. 1812 - Parigi, † 1868)
- Jacques Massu, generale francese (Châlons-sur-Marne, n. 1908 - Conflans-sur-Loing, † 2002)
- Jacques François Menou, generale francese (Boussay, n. 1750 - Carpenedo di Mestre, † 1810)
- Jacques Louis Randon, generale e politico francese (Grenoble, n. 1795 - Ginevra, † 1871)
- Jacques Eléonor Rouxel de Grancey, generale francese (Chalancey, n. 1655 - Parigi, † 1725)
- Clément Thomas, generale francese (Libourne, n. 1809 - Parigi, † 1871)

## Geografi(1)
- Élisée Reclus, geografo e anarchico francese (Sainte-Foy-la-Grande, n. 1830 - Torhout, † 1905)

## Geologi(1)
- Jacques Boucher de Crèvecœur de Perthes, geologo, archeologo e antiquario francese (Rethel, n. 1788 - Abbeville, † 1868)

## Gesuiti(5)
- Jacques Berthieu, gesuita francese (Polminhac, n. 1838 - Ambiatibé, † 1896)
- Jacques Dupuis, gesuita belga (Huppaye, n. 1923 - Roma, † 2004)
- Jacques Marquette, gesuita, missionario e esploratore francese (Laon, n. 1637 - Ludington, † 1675)
- Jacques Sevin, gesuita francese (Lilla, n. 1882 - Boran-sur-Oise, † 1951)
- Jacques Sirmond, gesuita francese (Riom, n. 1559 - Parigi, † 1651)

## Giornalisti(6)
- Jacques Amalric, giornalista e scrittore francese (Montauban, n. 1938 - Ajaccio, † 2021)
- Jacques Bainville, giornalista e storico francese (Vincennes, n. 1879 - Parigi, † 1936)
- Jacques Alexandre Bixio, pubblicista e politico italiano (Chiavari, n. 1808 - Parigi, † 1865)
- Jacques Crétineau-Joly, giornalista e storico francese (Fontenay-le-Comte, n. 1803 - Vincennes, † 1875)
- Jacques Goddet, giornalista francese (Parigi, n. 1905 - Parigi, † 2000)
- Jacques Scornaux, giornalista belga (n. 1946)

## Giuristi(3)
- Jacques Cujas, giurista francese (Tolosa, n. 1522 - Bourges, † 1590)
- Iacobus Gothofredus, giurista e politico svizzero (Ginevra, n. 1587 - Ginevra, † 1652)
- Jacques de Maleville, giurista e politico francese (Domme, n. 1741 - Domme, † 1824)

## Hockeisti su ghiaccio(1)
- Jacques Lemieux, ex hockeista su ghiaccio canadese (Matane, n. 1943)

## Illustratori(2)
- Jacques Carelman, illustratore, pittore e designer francese (Marsiglia, n. 1929 - Argenteuil, † 2012)
- Jacques Souriau, illustratore e fumettista francese (Vendôme, n. 1886 - Parigi, † 1957)

## Immunologi(2)
- Jacques Benveniste, immunologo francese (Parigi, n. 1935 - Parigi, † 2004)
- Jacques Miller, immunologo australiano (Nizza, n. 1931)

## Imprenditori(2)
- Jacques Drake del Castillo, imprenditore e politico francese (Parigi, n. 1855 - Parigi, † 1918)
- Jacques Schneider, imprenditore e aviatore francese (Parigi, n. 1879 - Beaulieu-sur-Mer, † 1928)

## Incisori(3)
- Jacques Aliamet, incisore e editore francese (Abbeville, n. 1726 - Parigi, † 1788)
- Jacques Blondeau, incisore fiammingo (Anversa, n. 1655 - Roma, † 1698)
- Jacques Callot, incisore francese (Nancy, n. 1592 - Nancy, † 1635)

## Ingegneri(7)
- Jacques Antoine Charles Bresse, ingegnere francese (Vienne, n. 1822 - Parigi, † 1883)
- Jacques Denis, ingegnere e aracnologo francese (Parigi, n. 1902 - Longeville-sur-Mer, † 1972)
- Jacques de Morgan, ingegnere, geologo e archeologo francese (Huisseau-sur-Cosson, n. 1857 - Marsiglia, † 1924)
- Jacques Neirynck, ingegnere elettrotecnico e politico belga (Uccle, n. 1931 - Ecublens, † 2025)
- Jacques Noël Sané, ingegnere francese (Brest, n. 1740 - Parigi, † 1831)
- Jacques Tarade, ingegnere francese (Parigi, n. 1640 - Strasburgo, † 1722)
- Jacques Villiers, ingegnere francese (Vaucresson, n. 1924 - Neuilly-sur-Seine, † 2012)

## Insegnanti(1)
- Jacques Fontanille, docente francese (Francia, n. 1948)

## Inventori(1)
- Jacques de Vaucanson, inventore e artista francese (Grenoble, n. 1709 - Parigi, † 1782)

## Latinisti(1)
- Jacques Heurgon, latinista e etruscologo francese (Parigi, n. 1903 - Parigi, † 1995)

## Liutisti(1)
- Jacques Gallot, liutista e compositore francese (Parigi)

## Lunghisti(1)
- Jacques Rousseau, lunghista francese (Saint-Claude, n. 1951 - Saint-Denis, † 2024)

## Magistrati(2)
- Jacques Charles Bailleul, magistrato e politico francese (Bretteville-du-Grand-Caux, n. 1762 - Parigi, † 1843)
- Jacques-Auguste de Thou, magistrato, storico e scrittore francese (Parigi, n. 1553 - Parigi, † 1617)

## Matematici(10)
- Jacques Philippe Marie Binet, matematico e astronomo francese (Rennes, n. 1786 - Parigi, † 1856)
- Jacques Dixmier, matematico francese (Saint-Étienne, n. 1924)
- Jacques Hadamard, matematico francese (Versailles, n. 1865 - Parigi, † 1963)
- Jacques Herbrand, matematico francese (Parigi, n. 1908 - La Bérarde, † 1931)
- Jacques Ozanam, matematico francese (Sainte-Olive, n. 1640 - Parigi, † 1718)
- Jacques Peletier du Mans, matematico e poeta francese (Le Mans, n. 1517 - † 1582)
- Jacques Roubaud, matematico, poeta e scrittore francese (Caluire-et-Cuire, n. 1932 - Parigi, † 2024)
- Jacques Charles François Sturm, matematico francese (Ginevra, n. 1803 - Parigi, † 1855)
- Jacques Tits, matematico francese (Uccle, n. 1930 - Parigi, † 2021)
- Jacques de Billy, matematico e gesuita francese (Compiègne, n. 1602 - Digione, † 1679)

## Medici(3)
- Jacques Mathieu Delpech, medico francese (Tolosa, n. 1777 - Montpellier, † 1832)
- Jacques Lisfranc de St. Martin, medico francese (n. 1787 - † 1847)
- Jacques Oudot, medico e alpinista francese (Melun, n. 1913 - Bourg-en-Bresse, † 1953)

## Medievisti(1)
- Jacques Verger, medievista francese (Talence, n. 1943)

## Mercanti(3)
- Jacques Cœur, mercante francese (Bourges, n. 1395 - Chio, † 1456)
- Jacques Mereno Pontremoli, mercante, antiquario e designer turco (Smirne, n. 1886 - Londra, † 1952)
- Jacques Savary, mercante, scrittore e funzionario francese (Doué-la-Fontaine, n. 1622 - † 1690)

## Militari(8)
- Jacques d'Albon de Saint-André, militare francese (Saint-André-d'Apchon, n. 1505 - Dreux, † 1562)
- Jacques Dodelier, militare e aviatore francese (Brest, n. 1903 - Dire Daua, † 1940)
- Jacques de Montberon, militare francese († 1422)
- Jacques Nompar de Caumont, militare francese (n. 1558 - La Force, † 1652)
- Jacques de La Palice, militare francese (La Palice - Pavia, † 1525)
- Jacques de Vendeuvre, militare e aviatore francese (Vendeuvre, n. 1912 - Gibilterra, † 1940)
- Jacques Remlinger, militare e aviatore francese (Asnières-sur-Seine, n. 1923 - Cubrial, † 2002)
- Jacques Sevestre, militare francese (Bar-sur-Aube, n. 1908 - Isole Kerkenna, † 1940)

## Monaci cristiani(1)
- Jacques de Billy, monaco cristiano, teologo e grecista francese (Guise, n. 1535 - Parigi, † 1581)

## Musicisti(1)
- Jacques Danican Philidor, musicista e compositore francese († 1708)

## Naturalisti(2)
- Victor Coste, naturalista e zoologo francese (Castries, n. 1807 - Résenlieu, † 1873)
- Jacques Draparnaud, naturalista e botanico francese (Montpellier, n. 1772 - Montpellier, † 1804)

## Neurologi(1)
- Jean Lhermitte, neurologo francese (Mont-Saint-Père, n. 1877 - Parigi, † 1959)

## Nobili(4)
- Jacques d'Adelswärd-Fersen, nobile, scrittore e poeta francese (Parigi, n. 1880 - Capri, † 1923)
- Jacques de Brizay, nobile francese (Villegongis)
- Albert de Broglie, nobile e politico francese (Parigi, n. 1821 - Parigi, † 1901)
- Jacques Léopold de La Tour d'Auvergne, nobile francese (n. 1746 - † 1802)

## Operai(1)
- Jacques Louis Durand, operaio e politico francese (Pézenas, n. 1817 - Parigi, † 1871)

## Organisti(2)
- Jacques Boyvin, organista e compositore francese (Parigi - Rouen, † 1706)
- Jacques Buus, organista e compositore fiammingo (Gand - Vienna, † 1565)

## Orientalisti(1)
- Jacques Faitlovitch, orientalista e attivista polacco (Łódź, n. 1881 - † 1955)

## Pallanuotisti(4)
- Jacques Berthe, pallanuotista francese (Anzin, n. 1926 - Sallanches, † 1981)
- Jacques Caufrier, pallanuotista belga (Merelbeke, n. 1942 - † 2012)
- Jacques Meslier, pallanuotista francese (Ho Chi Minh, n. 1928 - Vannes, † 2014)
- Jacques Viaene, pallanuotista francese (Tourcoing, n. 1929 - † 1962)

## Parolieri(1)
- Jacques Chaumelle, paroliere, sceneggiatore e attore francese (Parigi, n. 1931 - Parigi, † 2013)

## Pastori protestanti(1)
- Jacques Abbadie, pastore protestante, teologo e scrittore francese (Nay, n. 1654 - St. Marylebone, † 1727)

## Pediatri(1)
- Jacques François Édouard Hervieux, pediatra e ginecologo francese (Louviers, n. 1818 - Parigi, † 1905)

## Pianisti(4)
- Jacques Blumenthal, pianista e compositore tedesco (Amburgo, n. 1829 - Chelsea, Cheyne Walk, † 1908)
- Jacques Février, pianista francese (Saint-Germain-en-Laye, n. 1900 - Épinal, † 1979)
- Jacques Loussier, pianista e compositore francese (Angers, n. 1934 - Blois, † 2019)
- Jacques Rouvier, pianista francese (Marsiglia, n. 1947)

## Piloti automobilistici(4)
- Jacky Ickx, ex pilota automobilistico belga (Bruxelles, n. 1945)
- Jacques Pollet, pilota automobilistico francese (Roubaix, n. 1922 - Parigi, † 1997)
- Jacques Swaters, pilota di Formula 1 belga (Woluwe-Saint-Lambert, n. 1926 - Bruxelles, † 2010)
- Jacques Villeneuve, ex pilota automobilistico canadese (Saint-Jean-sur-Richelieu, n. 1971)

## Piloti di rally(1)
- Jacques Houssat, pilota di rally francese (Clermont-Ferrand, n. 1937 - Clermont-Ferrand, † 1997)

## Piloti motociclistici(3)
- Jacques Bolle, pilota motociclistico francese (Grenoble, n. 1959)
- Jacques Cornu, pilota motociclistico svizzero (Aigle, n. 1953)
- Jacques Ickx, pilota motociclistico, pilota automobilistico e giornalista belga (Courtrai, n. 1910 - Wavre, † 1978)

## Pirati(1)
- Jacques de Sores, pirata e corsaro francese

## Pistard(1)
- Jacques Droëtti, pistard italiano

## Pittori(24)
- Jacques Adnet, pittore, architetto e designer francese (Châtillon-Coligny, n. 1900 - Parigi, † 1984)
- Jacques d'Arthois, pittore fiammingo (Bruxelles, n. 1613 - Bruxelles, † 1686)
- Jacques Backereel, pittore fiammingo (Anversa - Anversa)
- Jacques Barraband, pittore e illustratore francese (Aubusson, n. 1768 - Lione, † 1809)
- Jacques Baseilhac, pittore e incisore francese (Trébons, n. 1874 - Savigny-sur-Orge, † 1903)
- Jacques de Bellange, pittore e incisore francese (Bassigny, n. 1575 - Nancy, † 1616)
- Jacques Berger, pittore francese (Chambéry, n. 1754 - Napoli, † 1822)
- Jacques Blanchard, pittore francese (Parigi, n. 1600 - Parigi, † 1638)
- Jacques Raymond Brascassat, pittore francese (Bordeaux, n. 1804 - Parigi, † 1867)
- Jacques Carrey, pittore francese (Troyes, n. 1649 - Troyes, † 1726)
- Jacques Courtois, pittore francese (Saint-Hyppolite, n. 1621 - Roma, † 1676)
- Jacques Fouquier, pittore fiammingo (Anversa - Parigi, † 1659)
- Jacques Guiaud, pittore francese (Chambéry, n. 1810 - Parigi, † 1876)
- Auguste Hussenot, pittore e decoratore francese (Courcelles-sur-Blaise, n. 1799 - Metz, † 1885)
- Jacques Hérold, pittore rumeno (Piatra Neamț, n. 1910 - † 1987)
- Fernand Lematte, pittore francese (San Quintino, n. 1860 - † 1929)
- Jacques Linard, pittore francese (Troyes, n. 1597 - Parigi, † 1645)
- Albert Lugardon, pittore, fotografo e litografo svizzero (Roma, n. 1827 - Ginevra, † 1909)
- Jacques Majorelle, pittore francese (Nancy, n. 1886 - Parigi, † 1962)
- Jacques Pellegrin, pittore francese (Aix-en-Provence, n. 1944 - † 2021)
- Jacques Réattu, pittore francese (Arles, n. 1760 - Arles, † 1833)
- Jacques Stella, pittore francese (Lione, n. 1596 - Parigi, † 1657)
- Jacques Villon, pittore francese (Blainville-Crevon, n. 1875 - 8 giugno, † 1963)
- Jacques de Lajoüe, pittore francese (Parigi, n. 1686 - Parigi, † 1761)

## Poeti(9)
- Jacques Delille, poeta e traduttore francese (Clermont-Ferrand, n. 1738 - Parigi, † 1813)
- Jacques Garelli, poeta e filosofo francese (Belgrado, n. 1931 - Parigi, † 2014)
- Jacques Jasmin, poeta francese (Agen, n. 1798 - † 1864)
- Jacques Perk, poeta olandese (Dordrecht, n. 1859 - Amsterdam, † 1881)
- Jacques Prevel, poeta francese (Bolbec, n. 1915 - Sainte-Feyre, † 1951)
- Jacques Prévert, poeta e sceneggiatore francese (Neuilly-sur-Seine, n. 1900 - Omonville-la-Petite, † 1977)
- Jacques Réda, poeta e critico musicale francese (Lunéville, n. 1929 - Hyères, † 2024)
- Jacques Vallée Des Barreaux, poeta francese (Châteauneuf-sur-Loire, n. 1599 - Chalon-sur-Saône, † 1673)
- Jacques de Serisay, poeta francese (Parigi, n. 1594 - La Rochefoucauld, † 1653)

## Politici(36)
- Jacques Pierre Charles Abbatucci, politico francese (Zicavo, n. 1792 - Parigi, † 1857)
- Jacques Barrot, politico francese (Yssingeaux, n. 1937 - Neuilly-sur-Seine, † 2014)
- Jacques Claude Beugnot, politico francese (Bar-sur-Aube, n. 1761 - Bagneux, † 1835)
- Jacques Bompard, politico e saggista francese (Montpellier, n. 1943)
- Jacques Pierre Brissot, politico e giornalista francese (Chartres, n. 1754 - Parigi, † 1793)
- Jacques Marie Eugène Godefroy Cavaignac, politico francese (Parigi, n. 1853 - Flée, † 1905)
- Jacques Chaban-Delmas, politico, partigiano e generale francese (Parigi, n. 1915 - Parigi, † 2000)
- Jacques Cheminade, politico e imprenditore argentino (Buenos Aires, n. 1941)
- Jacques Chirac, politico e funzionario francese (Parigi, n. 1932 - Parigi, † 2019)
- Jacques Joseph, conte di Corbière, politico, avvocato e nobile francese (Corps-Nuds, n. 1766 - Rennes, † 1853)
- Jacques Delors, politico e economista francese (Parigi, n. 1925 - Parigi, † 2023)
- Jacques Diouf, politico e diplomatico senegalese (Saint-Louis, n. 1938 - Neuilly-sur-Seine, † 2019)
- Jacques Doriot, politico, giornalista e militare francese (Bresles, n. 1898 - Mengen, † 1945)
- Jacques Duclos, politico francese (Louey, n. 1896 - Montreuil, † 1975)
- Jacques Faggianelli, politico francese (Bastia, n. 1901 - Bastia, † 1989)
- Jacques Laurent Favrat de Bellevaux, politico italiano (Chambéry, n. 1783 - † 1860)
- Jacques Foccart, politico, diplomatico e imprenditore francese (Ambrières-les-Vallées, n. 1913 - Parigi, † 1997)
- Jacques Grippa, politico belga (Grivegnée, n. 1913 - Forest, † 1991)
- Jacques Laffitte, politico e banchiere francese (Bayonne, n. 1767 - Parigi, † 1844)
- Jacques Leclercq, politico, teologo e sociologo belga (Bruxelles, n. 1891 - Chaudfontaine, † 1971)
- Jacques Logie, politico, magistrato e storico belga (Lovanio, n. 1938 - Placenoit, † 2007)
- Jacques Mallet, politico e ingegnere francese (Dieppe, n. 1787 - Parigi, † 1869)
- Jacques Necker, politico e economista svizzero (Ginevra, n. 1732 - Coppet, † 1804)
- Jacques Oudin, politico francese (Bandraboua, n. 1939 - Suresnes, † 2020)
- Jacques Poos, politico e economista lussemburghese (Lussemburgo, n. 1935 - Lussemburgo, † 2022)
- Jacques Reclus, politico francese (Le Fleix, n. 1796 - Tarbes, † 1882)
- Jacques Roux, politico, rivoluzionario e presbitero francese (Saint-Cibard de Plassac, n. 1752 - Le Kremlin-Bicêtre, † 1794)
- Jacques Santer, politico lussemburghese (Wasserbillig, n. 1937)
- Maurice Schumann, politico, giornalista e scrittore francese (Parigi, n. 1911 - Parigi, † 1998)
- Jacques Simonet, politico belga (Watermael-Boitsfort, n. 1963 - Anderlecht, † 2007)
- Jacques Soustelle, politico, scrittore e etnologo francese (Montpellier, n. 1912 - Neuilly-sur-Seine, † 1990)
- Jacques Specx, politico e mercante olandese (Dordrecht, n. 1585 - Amsterdam, † 1652)
- Jacques Sylla, politico malgascio (Île Sainte-Marie, n. 1946 - Antananarivo, † 2009)
- Jacques Alexis Thuriot, politico, avvocato e rivoluzionario francese (Sézanne, n. 1753 - Liegi, † 1829)
- Jacques Villeré, politico statunitense (Kenner, n. 1761 - Parrocchia di Saint Bernard, † 1830)
- Joachim Yhombi-Opango, politico e generale della Repubblica del Congo (Owando, n. 1939 - Neuilly-sur-Seine, † 2020)

## Predicatori(1)
- Jacques de Vitry, predicatore, teologo e storico francese (Vitry-en-Perthois - Roma, † 1240)

## Presbiteri(5)
- Jacques Goar, presbitero, filologo classico e bizantinista francese (Parigi, n. 1601 - Amiens, † 1653)
- Jacques Jomier, presbitero, religioso e islamista francese (Parigi, n. 1914 - Villefranche-de-Lauragais, † 2008)
- Jacques Lefèvre d'Étaples, presbitero, teologo e umanista francese (Étaples - Nérac)
- Jacques Loew, presbitero e teologo francese (Clermont-Ferrand, n. 1908 - Échourgnac, † 1999)
- Jacques Martin, presbitero francese (Fanjeaux, n. 1684 - Parigi, † 1751)

## Principi(1)
- Giacomo I di Monaco, principe (Torigni-sur-Vire, n. 1689 - Parigi, † 1751)

## Produttori discografici(2)
- Jacques Canetti, produttore discografico e direttore artistico francese (Ruse, n. 1909 - Suresnes, † 1997)
- Jacques Morali, produttore discografico e compositore francese (Parigi, n. 1947 - Neuilly-sur-Seine, † 1991)

## Profumieri(2)
- Jacques Guerlain, profumiere francese (n. 1874 - † 1963)
- Jacques Polge, profumiere francese (Bordeaux, n. 1943)

## Psicoanalisti(2)
- Jacques Brosse, psicoanalista, scrittore e giornalista francese (Parigi, n. 1922 - Sarlat-la-Canéda, † 2008)
- Jacques Lacan, psicoanalista e psichiatra francese (Parigi, n. 1901 - Parigi, † 1981)

## Pubblicitari(1)
- Jacques Séguéla, pubblicitario francese (Parigi, n. 1934)

## Rapper(1)
- Travis Scott, rapper, cantautore e produttore discografico statunitense (Houston, n. 1991)

## Registi(17)
- Jacques Baratier, regista e sceneggiatore francese (Montpellier, n. 1918 - Antony, † 2009)
- Jacques de Baroncelli, regista e sceneggiatore francese (Bouillargues, n. 1881 - Parigi, † 1951)
- Jacques Becker, regista e sceneggiatore francese (Parigi, n. 1906 - Parigi, † 1960)
- Jacques Boigelot, regista belga (Uccle, n. 1929 - Watermael-Boitsfort, † 2023)
- Jacques Demy, regista cinematografico e sceneggiatore francese (Pontchâteau, n. 1931 - Parigi, † 1990)
- Jacques Deray, regista, sceneggiatore e produttore cinematografico francese (Lione, n. 1929 - Boulogne-Billancourt, † 2003)
- Jacques Doillon, regista francese (Parigi, n. 1944)
- Jacques Feyder, regista, sceneggiatore e attore belga (Ixelles, n. 1885 - Prangins, † 1948)
- Jacques Jaccard, regista, sceneggiatore e attore statunitense (New York, n. 1886 - Los Angeles, † 1960)
- Jacques Maillot, regista e sceneggiatore francese (Besançon, n. 1962)
- Jacques Martineau, regista e sceneggiatore francese (Montpellier, n. 1963)
- Jacques Monnet, regista, attore e sceneggiatore francese (Concarneau, n. 1934)
- F. J. Ossang, regista, poeta e cantante francese (n. 1956)
- Jacques Rivette, regista e critico cinematografico francese (Rouen, n. 1928 - Parigi, † 2016)
- Jacques Rouffio, regista e sceneggiatore francese (Marsiglia, n. 1928 - Sèvres, † 2016)
- Jacques Rozier, regista francese (Parigi, n. 1926 - Théoule-sur-Mer, † 2023)
- Jacques Tati, regista, attore e mimo francese (Le Pecq, n. 1907 - Parigi, † 1982)

## Registi teatrali(1)
- Jacques Lassalle, regista teatrale francese (Clermont-Ferrand, n. 1936 - Parigi, † 2018)

## Religiosi(2)
- Jacques Cappel, religioso francese (Rennes, n. 1570 - Sedan, † 1624)
- Jacques Clément, religioso francese (Serbonnes, n. 1567 - Saint-Cloud, † 1589)

## Rugbisti a 15(3)
- Jacques Burger, ex rugbista a 15 namibiano (Windhoek, n. 1983)
- Jacques Fouroux, rugbista a 15, allenatore di rugby a 15 e dirigente sportivo francese (Auch, n. 1947 - † 2005)
- Roland de Marigny, ex rugbista a 15 e allenatore di rugby a 15 sudafricano (Durban, n. 1975)

## Scacchisti(1)
- Jacques Mieses, scacchista tedesco (Lipsia, n. 1865 - Londra, † 1954)

## Sceneggiatori(2)
- Jacques Audiard, sceneggiatore e regista francese (Parigi, n. 1952)
- Jacques Fieschi, sceneggiatore francese (Orano, n. 1948)

## Scenografi(1)
- Jacques Saulnier, scenografo francese (Parigi, n. 1928 - Parigi, † 2014)

## Schermidori(13)
- Jacques Brodin, schermidore francese (Les Andelys, n. 1946 - Rouen, † 2015)
- Jacques Cardyn, ex schermidore canadese (Chile Chica, n. 1946)
- Jacques Courtillat, ex schermidore francese (Melun, n. 1943)
- Jacques Coutrot, schermidore francese (Parigi, n. 1898 - Mormant, † 1965)
- Jacques Dimont, schermidore francese (Carvin, n. 1945 - Avignone, † 1994)
- Jacques Guittet, schermidore francese (Casablanca, n. 1930 - Mignaloux-Beauvoir, † 2025)
- Jacques La Degaillerie, ex schermidore francese (n. 1940)
- Jacques Lataste, schermidore francese (La Grand-Combe, n. 1922 - Parigi, † 2011)
- Jacques Lefèvre, schermidore francese (Marsiglia, n. 1928 - La Rochelle, † 2024)
- Jacques Noël, schermidore francese (Parigi, n. 1920 - Caen, † 2004)
- Jacques Ochs, schermidore belga (Nizza, n. 1883 - Liegi, † 1971)
- Jacques Roulot, schermidore francese (Parigi, n. 1933 - Montpellier, † 2002)
- André de Schonen, schermidore e tiratore a segno francese (Parigi, n. 1869 - Boisgasnier, † 1933)

## Sciatori alpini(2)
- Jacques Fleutry, ex sciatore alpino svizzero (n. 1940)
- Jacques Lüthy, ex sciatore alpino svizzero (Charmey, n. 1959)

## Scienziati(2)
- Jacques Alexandre César Charles, scienziato e inventore francese (Beaugency, n. 1746 - Parigi, † 1823)
- Jacques du Chevreuil, scienziato francese (Carquebut, n. 1595 - Parigi, † 1649)

## Scrittori(30)
- Jacques Arago, scrittore francese (Estagel, n. 1790 - Rio de Janeiro, † 1855)
- Jacques Attali, scrittore, banchiere e economista francese (Algeri, n. 1943)
- Jacques Audiberti, scrittore, drammaturgo e poeta francese (Antibes, n. 1899 - Parigi, † 1965)
- Jacques André Bertrand, scrittore francese (Annonay, n. 1946 - Parigi, † 2022)
- Jacques Nicolas Billaud-Varenne, scrittore, politico e avvocato francese (La Rochelle, n. 1756 - Port-au-Prince, † 1819)
- Jacques Bonnet, scrittore francese (n. 1949)
- Jacques Bénigne Bossuet, scrittore e vescovo cattolico francese (Digione, n. 1627 - Parigi, † 1704)
- Jacques Boulenger, scrittore e critico letterario francese (Parigi, n. 1879 - Parigi, † 1944)
- Jacques Cazotte, scrittore francese (Digione, n. 1719 - Parigi, † 1792)
- Jacques Chardonne, scrittore francese (Barbezieux-Saint-Hilaire, n. 1884 - La Frette-sur-Seine, † 1968)
- Jacques Chausson, scrittore francese († 1661)
- Jacques Collin de Plancy, scrittore francese (Plancy-l'Abbaye, n. 1794 - † 1881)
- Jacques De Decker, scrittore, giornalista e drammaturgo belga (Schaerbeek, n. 1945 - Bruxelles, † 2020)
- Jacques de Launay, scrittore francese (Roubaix, n. 1924)
- Anatole France, scrittore francese (Parigi, n. 1844 - Saint-Cyr-sur-Loire, † 1924)
- Jacques Futrelle, scrittore e giornalista statunitense (Contea di Pike, n. 1875 - Oceano Atlantico, † 1912)
- Jacques Jouet, scrittore francese (Viry-Châtillon, n. 1947)
- Jacques Laurent, scrittore e sceneggiatore francese (Parigi, n. 1919 - Parigi, † 2000)
- Jacques Marquet de Montbreton de Norvins, scrittore e politico francese (Parigi, n. 1769 - Parigi, † 1854)
- Jacques Perret, scrittore e sceneggiatore francese (Trappes, n. 1901 - Parigi, † 1992)
- Jacques Ploncard d'Assac, scrittore e giornalista francese (Chalon-sur-Saône, n. 1910 - La Garde, † 2005)
- Jacques Rabemananjara, scrittore e politico malgascio (Maroantsetra, n. 1913 - Parigi, † 2005)
- Jacques Rigaut, scrittore francese (Parigi, n. 1898 - Châtenay-Malabry, † 1929)
- Jacques Roergas de Serviez, scrittore francese (Saint-Gervais-sur-Mare, n. 1679 - Saint-Gervais-sur-Mare, † 1727)
- Jacques Sadoul, scrittore e curatore editoriale francese (Agen, n. 1934 - Astaffort, † 2013)
- Jacques Sternberg, scrittore belga (Anversa, n. 1923 - Parigi, † 2006)
- Jacques Vaché, scrittore francese (Lorient, n. 1895 - Nantes, † 1919)
- Jacques Vriens, scrittore olandese ('s-Hertogenbosch, n. 1946)
- Jacques Yonnet, scrittore e poeta francese (Parigi, n. 1915 - Parigi, † 1974)
- Jacques de Lacretelle, romanziere francese (Cormatin, n. 1888 - Parigi, † 1985)

## Scrittori di fantascienza(1)
- Jacques Spitz, autore di fantascienza francese (Ghazaouet, n. 1896 - Parigi, † 1963)

## Scultori(8)
- Jacques Basler, scultore svizzero (Losanna, n. 1942)
- Jacques Bousseau, scultore francese (Chavagnes-en-Paillers, n. 1681 - Valsaín, † 1740)
- Jacques du Broeucq, scultore e architetto fiammingo (Mons - Mons)
- Jacques Lipchitz, scultore lituano (Druskininkai, n. 1891 - Capri, † 1973)
- Jacques Loysel, scultore francese (Courcelles-de-Touraine, n. 1867 - Parigi, † 1925)
- Jacques Saly, scultore francese (Valenciennes, n. 1717 - Parigi, † 1776)
- Jacques Sarazin, scultore francese (Noyon, n. 1592 - Parigi, † 1660)
- Jacques Zwobada, scultore e pittore francese (Neuilly, n. 1900 - Parigi, † 1967)

## Semiologi(1)
- Jacques Geninasca, semiologo e pittore svizzero (Friburgo, n. 1930 - Neuchâtel, † 2010)

## Sociologi(1)
- Jacques Ellul, sociologo e teologo francese (Bordeaux, n. 1912 - Pessac, † 1994)

## Sollevatori(1)
- Jacques Demers, ex sollevatore canadese (Montréal, n. 1960)

## Statistici(1)
- Jacques Bertillon, statistico francese (Parigi, n. 1851 - Valmondois, † 1922)

## Stilisti(3)
- Jacques Doucet, stilista e collezionista d'arte francese (Parigi, n. 1853 - † 1929)
- Jacques Fath, stilista francese (Maisons-Laffitte, n. 1912 - Parigi, † 1954)
- Jacques Griffe, stilista francese (Carcassone, n. 1909 - Parigi, † 1996)

## Storici(10)
- Jacques Barzun, storico francese (Créteil, n. 1907 - San Antonio, † 2012)
- Jacques Benoist-Méchin, storico e giornalista francese (Parigi, n. 1901 - Parigi, † 1983)
- Jacques Godechot, storico francese (Lunéville, n. 1907 - Hèches, † 1989)
- Jacques Hardion, storico e traduttore francese (Tours, n. 1686 - Versailles, † 1766)
- Jacques Julliard, storico e saggista francese (Brénod, n. 1933 - † 2023)
- Jacques Le Brun, storico francese (Parigi, n. 1931 - Parigi, † 2020)
- Jacques Le Goff, storico francese (Tolone, n. 1924 - Parigi, † 2014)
- Jacques Pauwels, storico, politologo e saggista belga (Gand, n. 1946)
- Jacob Presser, storico, scrittore e docente olandese (Amsterdam, n. 1899 - Amsterdam, † 1970)
- Jacques Sémelin, storico e politologo francese (Le_Plessis-Robinson, n. 1951)

## Storici delle religioni(2)
- Jacques Duchesne-Guillemin, storico delle religioni e orientalista belga (Jupille-sur-Meuse, n. 1910 - Liegi, † 2012)
- Jacques Vidal, storico delle religioni e presbitero francese (Montluc, n. 1925 - † 1987)

## Tennistavolisti(1)
- Jacques Secrétin, tennistavolista francese (Carvin, n. 1949 - Tourcoing, † 2020)

## Tennisti(2)
- Jacques Brichant, tennista belga (Mont-sur-Marchienne, n. 1930 - † 2011)
- Jacques Brugnon, tennista francese (Parigi, n. 1895 - Parigi, † 1978)

## Teologi(2)
- Jacques Almain, teologo francese (Sens, n. 1480 - Parigi, † 1515)
- Jacques Gaitte, teologo francese

## Tiratori a volo(1)
- Jacques Nivière, tiratore a volo francese (Parigi, n. 1873 - La Ferté-Saint-Aubin, † 1958)

## Traduttori(1)
- Jacques Roston, traduttore e insegnante francese (Koło, n. 1874 - Londra, † 1947)

## Trovatori(1)
- Jacques Bretel, trovatore francese

## Velisti(3)
- Jacques Baudrier, velista francese (Parigi, n. 1872 - Le Castellet, † 1947)
- Jacques Le Lavasseur, velista francese (Bordeaux, n. 1861 - † 1939)
- Jacques Lebrun, velista francese (Parigi, n. 1910 - Neuilly-sur-Seine, † 1996)

## Velocisti(3)
- Jacques Carette, ex velocista francese (n. 1947)
- Jacques Lunis, velocista francese (Pierrecourt, n. 1923 - Le Plessis-Trévise, † 2008)
- Jacques Riparelli, velocista e ex militare italiano (Yaoundé, n. 1983)

## Vescovi cattolici(13)
- Jacques Amyot, vescovo cattolico e scrittore francese (Melun, n. 1513 - Auxerre, † 1593)
- Jacques d'Annebaut, vescovo cattolico e cardinale francese (Normandia, n. 1500 - Rouen, † 1558)
- Jacques Benoit-Gonnin, vescovo cattolico francese (Thoiry, n. 1952)
- Jacques Louis Antoine Marie David, vescovo cattolico francese (Saint-Aubin-la-Plaine, n. 1930 - La Roche-sur-Yon, † 2018)
- Jacques Eric Fabre, vescovo cattolico haitiano (Port-au-Prince, n. 1955)
- Jacques de Fieux, vescovo cattolico francese (Parigi - Parigi, † 1687)
- Jacques Gaillot, vescovo cattolico e attivista francese (Saint-Dizier, n. 1935 - Parigi, † 2023)
- Jacques de Goyon de Matignon, vescovo cattolico francese (Torigni-sur-Vire, n. 1643 - Parigi, † 1727)
- Jacques Mangers, vescovo cattolico lussemburghese (Stolzemburg, n. 1889 - Oslo, † 1972)
- Jacques Nguyễn Ngọc Quang, vescovo cattolico vietnamita (Bà Rịa, n. 1909 - Cần Thơ, † 1990)
- Jacques Nguyễn Văn Mầu, vescovo cattolico vietnamita (Bà Rịa, n. 1914 - † 2013)
- Jacques Jean Joseph Jules Perrier, vescovo cattolico francese (Parigi, n. 1936)
- Jacques Pessers, vescovo cattolico olandese (Tilburg, n. 1896 - Tilburg, † 1961)

## Violinisti(3)
- Jacques Féréol Mazas, violinista francese (Lavaur, n. 1782 - Bordeaux, † 1849)
- Pierre Rode, violinista e compositore francese (Bordeaux, n. 1774 - Damazan, † 1830)
- Jacques Thibaud, violinista francese (Bordeaux, n. 1880 - Barcelonnette, † 1953)

## Wrestler(1)
- Jacques Rougeau, ex wrestler canadese (Saint-Sulpice, n. 1960)

## Zoologi(4)
- Jacques von Bedriaga, zoologo e erpetologo russo (Kriniz, n. 1854 - Firenze, † 1906)
- Jacques Berlioz, zoologo francese (Parigi, n. 1891 - Parigi, † 1975)
- Jacques Pellegrin, zoologo francese (Parigi, n. 1873 - Parigi, † 1944)
- Jacques Pucheran, zoologo francese (n. 1817 - † 1895)

## Senza attività specificata(8)
- Jacques Brunel, allenatore di rugby a 15 e ex rugbista a 15 francese (Courrensan, n. 1954)
- Jacques Le Gris, cavaliere medievale francese (Normandia - Parigi, † 1386)
- Jacques de Milly, francese (Francia - † 1461)
- Jacques de Molay, cavaliere medievale francese (Molay - Parigi, † 1314)
- Jacques Saurel, superstite dell'Olocausto e scrittore francese (Parigi, n. 1933 - † 2023)
- Jacques Toubon, funzionario |Attività2 = politico e avvocato francese (Nizza, n. 1941)
- Jacques Vallée, ufologo e astronomo francese (Pontoise, n. 1939)
- Jacques de Cysoing, francese